# All Pink Inside
All Pink Inside je čtvrté album americké rockové skupiny Frijid Pink, vydané roku 1975. Na albu je původní bubeník Rick Stevers a noví členové Jo Baker (zpěv) a Larry Popolizio (baskytara).

## Seznam skladeb
1. "Money Man" (Rockin' Reggie Vincent) – 2:57
2. "Put It In Your Pocket" (Rockin' Reggie Vincent) – 3:16
3. "Portrait" (Riggs, Habeman) – 2:14
4. "Gonna Get It Yet" (Baker, Webb, Popolizio) – 3:39
5. "Paula In My Dreams" (Popolizio) – 3:09
6. "A Day Late, A Dollar Short" (Baker, Webb, Popolizio) – 3:04
7. "Got To Go Back (San Francisco Bay)" (Rockin' Reggie Vincent) – 2:27
8. "Take Me To Your Palace" (Baker, Webb) – 3:38
9. "School Days" (Chuck Berry) – 3:43
10. "Lovely Lady" (Baker) – 4:26
11. "(There Ain't No) Rock And Roll In China" (Rockin' Reggie Vincent) – 3:09

## Sestava
- Jo Baker – zpěv, harmonika
- Rick Stevers – bicí
- Craig Webb – kytara
- Larry Popolizio – baskytara

Hosté:
- Rockin' Reggie Vincent – zpěv
- David Ahlers – piáno